# ドミトリー・リャブィシェフ

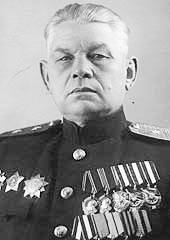

ドミトリー・イヴァノヴィッチ・リャブィシェフ（ロシア語: Дмитрий Иванович Рябышев, 1894年2月11日（グレゴリオ暦2月23日） - 1985年11月18日）は、ソ連の軍人。中将。

## 経歴
コロトフカ村（現ロストフ州ツィムリャンスキー地区）出身。1915年からロシア帝国軍に入り、兵卒として第一次世界大戦に従軍した。1917年10月から赤衛隊。同年、共産党に入党。
1918年、赤軍に入隊。ロシア内戦時、小隊長、騎兵中隊長補佐、中隊長、連隊長、旅団長を歴任。1925年、高等指揮要員完全化課程を修了。1935年、M.V.フルンゼ名称軍事アカデミーを卒業。その後、騎兵師団、独立騎兵旅団、山岳騎兵師団、騎兵師団、第1騎兵軍団、第4騎兵軍団、第8機械化軍団を指揮。
独ソ戦時、1941年7月から第38軍司令官、8月から南部戦線司令官、10月から第57軍司令官、1942年5月から第28軍司令官。1942年7月～1943年3月、最高司令部スタフカの任務を遂行。1943年5月から第3予備軍司令官、後に第3親衛軍副司令官、第34親衛狙撃軍団長、第3親衛軍の司令官、副司令官を歴任。1944年4月から第3親衛軍司令官、1944年7月から終戦まで、第114狙撃軍団長。
戦後、軍団を指揮し、1946年9月から東シベリア軍管区副司令官、後に司令官補佐。1950年9月、予備役編入。

## 表彰・受勲
レーニン勲章3個、十月革命勲章、赤旗勲章5個、一等ボグダン・フメリニツキー勲章、二等スヴォーロフ勲章、二等クトゥーゾフ勲章を受章。